# Phytobia waltoni
Phytobia waltoni este o specie de muște din genul Phytobia, familia Agromyzidae. A fost descrisă pentru prima dată de Malloch în anul 1913. Conform Catalogue of Life specia Phytobia waltoni nu are subspecii cunoscute.